# لیویو ربرانو
لیویو رِبرانو (رومانیایی: Liviu Rebreanu؛ ‏ تلفظ رومانیایی: [ˈlivju reˈbre̯anu]؛ ‏ ۲۷ نوامبر ۱۸۸۵ – ۱ سپتامبر ۱۹۴۴) نویسنده، نمایشنامه‌نویس اهل رومانی بود.
از فیلم‌هایی که وی در آن‌ها نقش داشته است، می‌توان به چوله‌آندرا و نفرین زمین، نفرین عشق اشاره نمود.